# 金華山 (岐阜県)

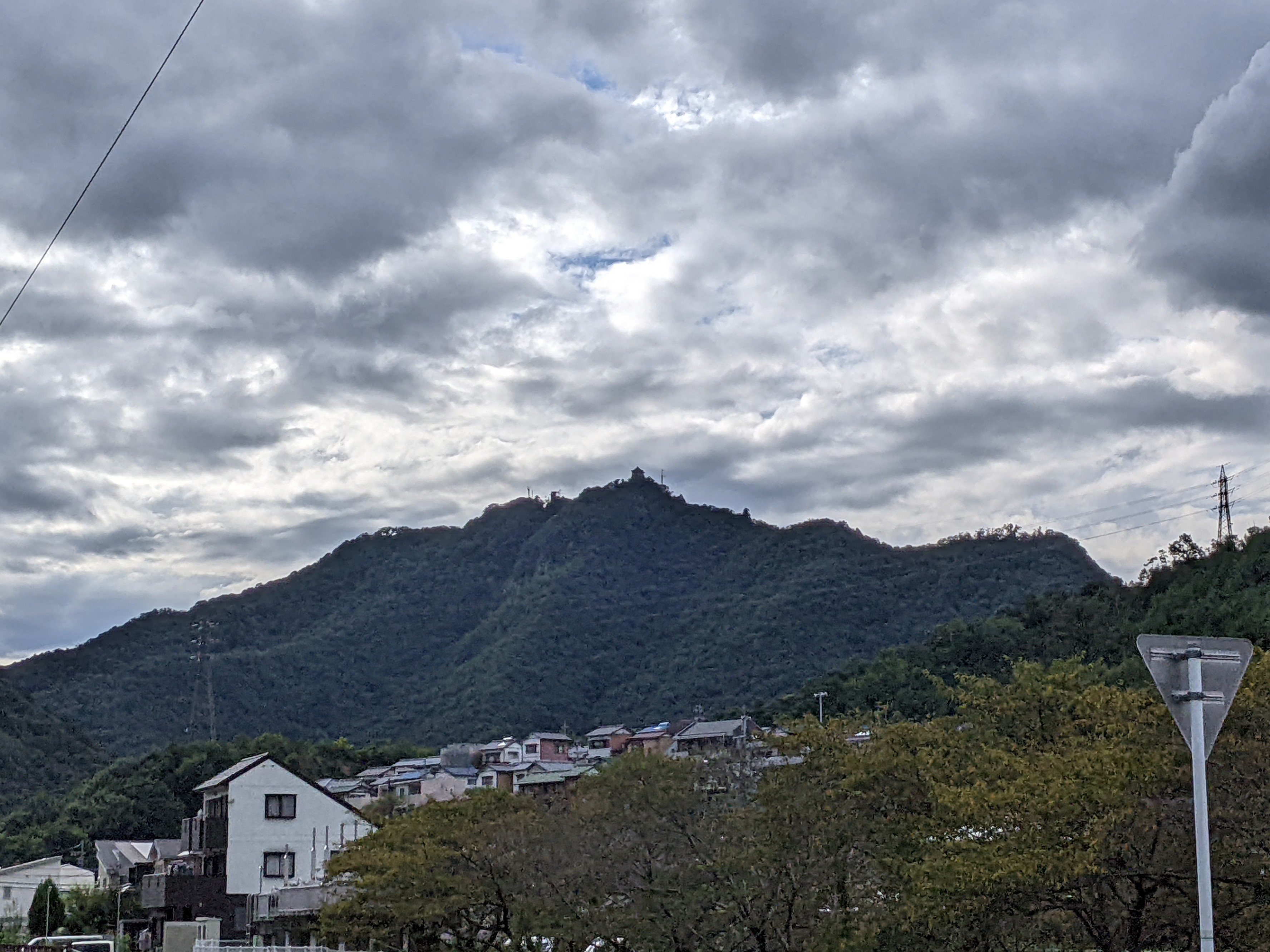
岐阜市日野南から望む金華山
（東側）

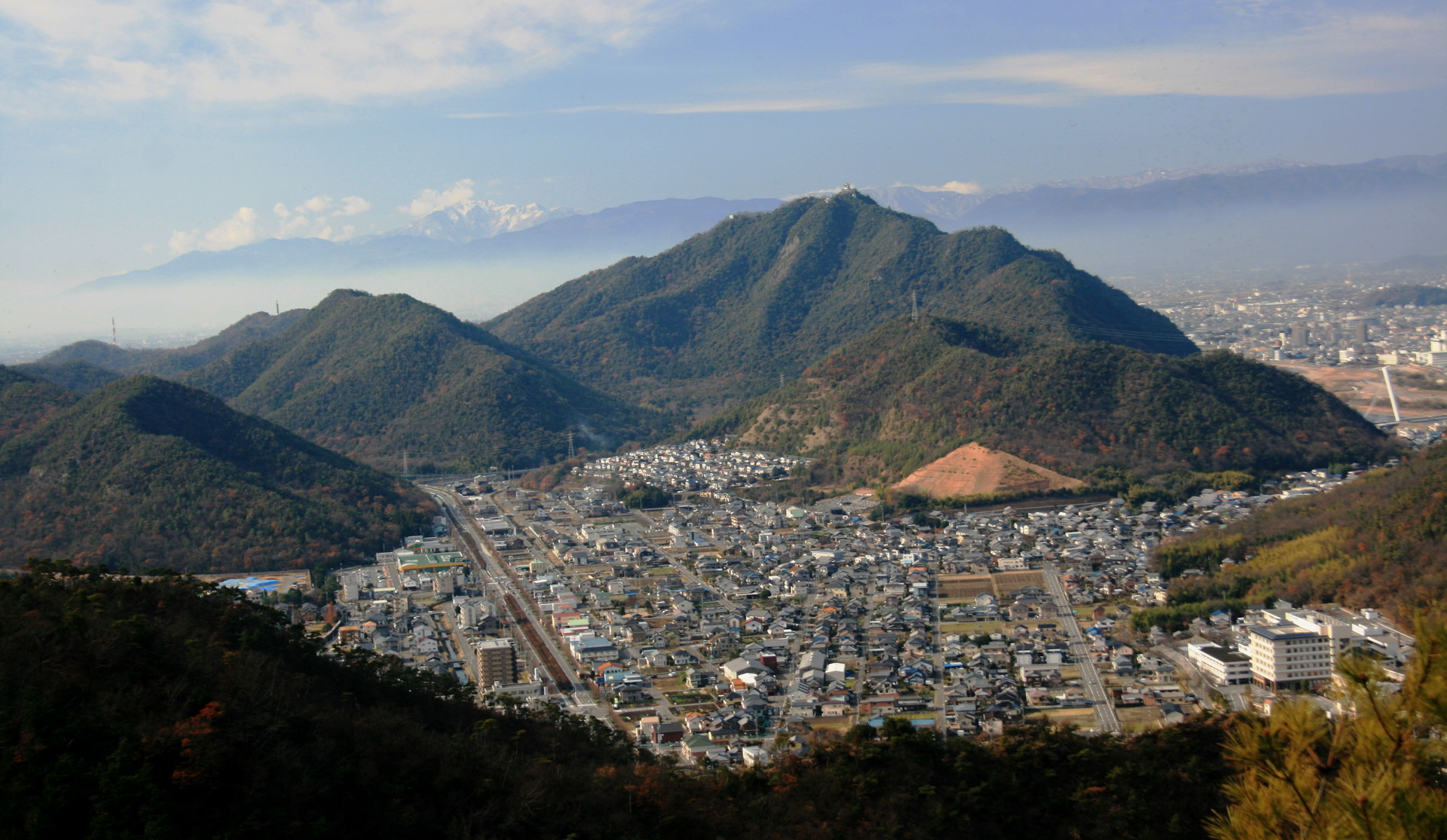
尾崎三峰山から望む金華山

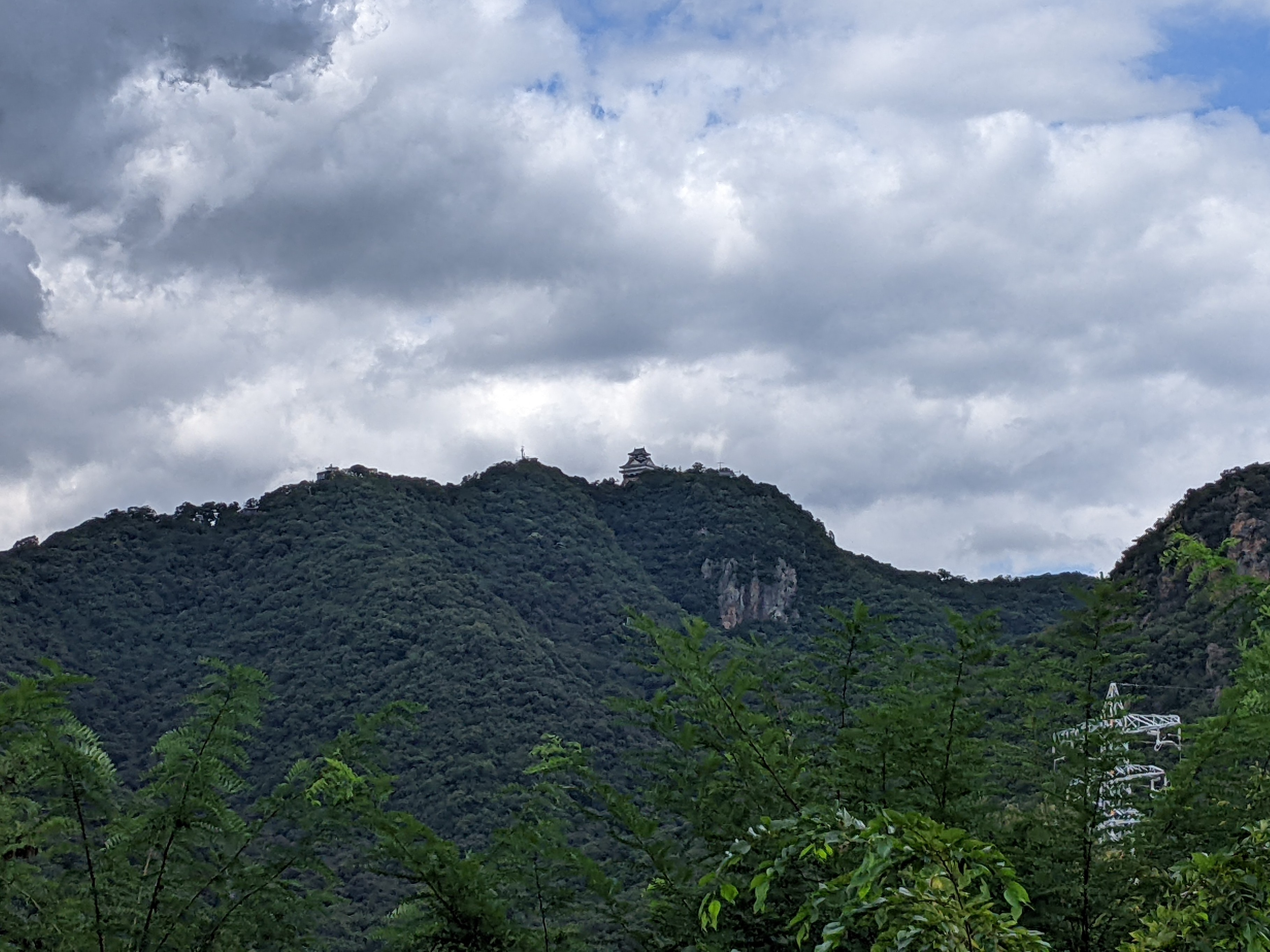
岐阜市北一色から望む金華山連峰（南側）

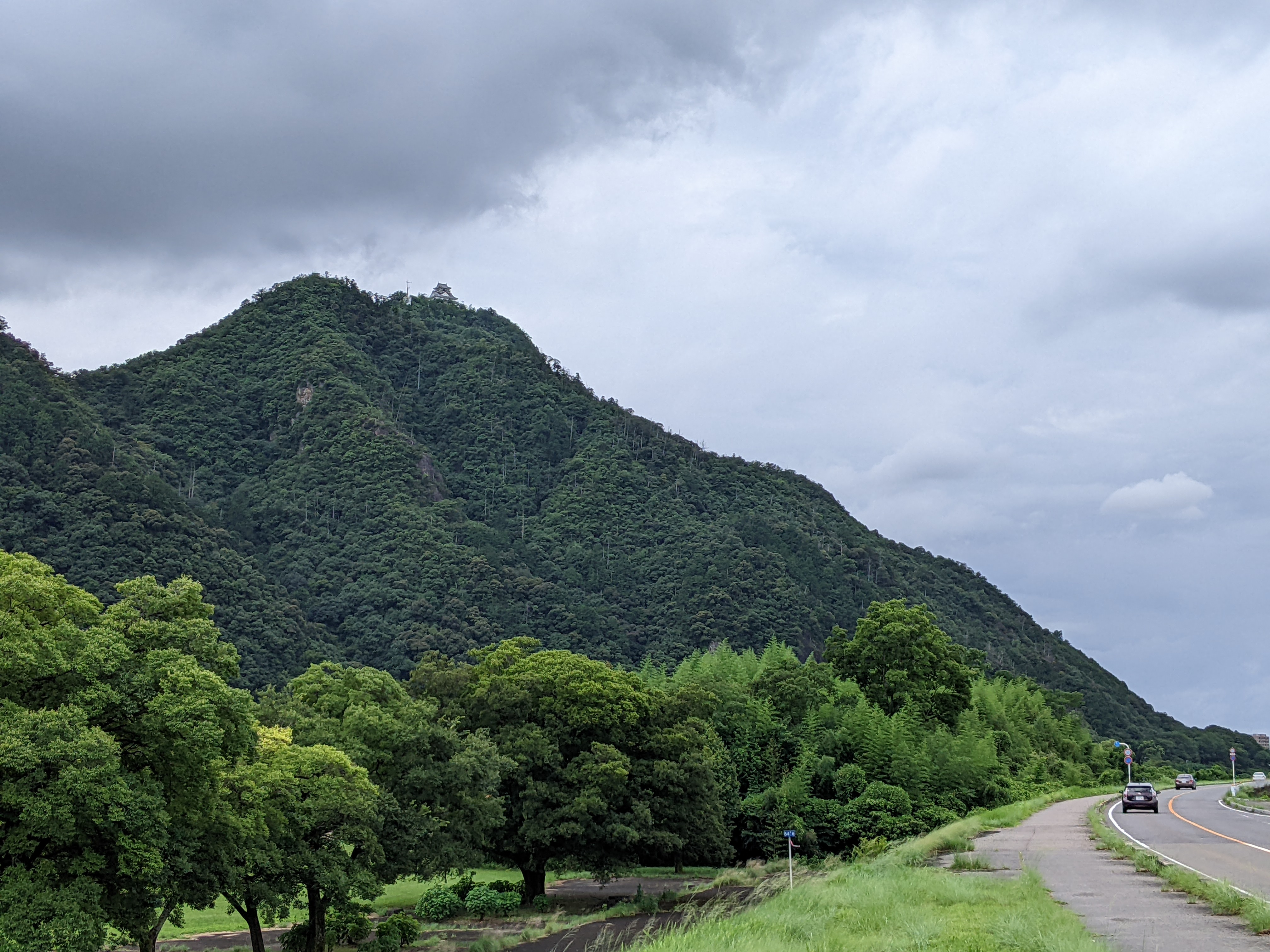
おぶさ口バス停から撮影した金華山（北側）

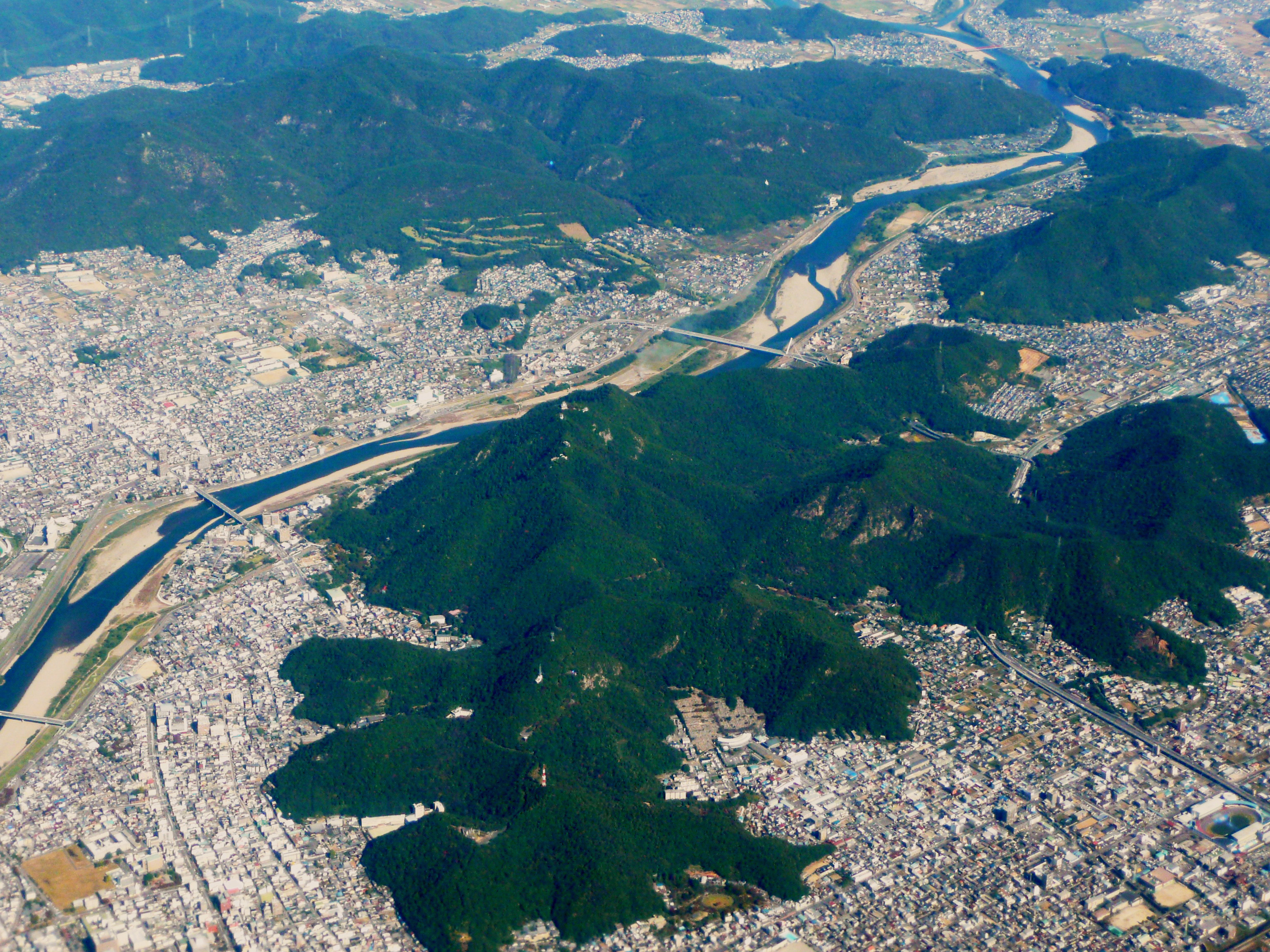
南西上空から撮影した金華山

金華山（きんかざん）は、岐阜県岐阜市にある標高329mの山。旧称 稲葉山（いなばやま）。

## 概要
旧地名で言えば美濃国井之口（いのくち）にあり、鎌倉時代から山城が置かれた山である。戦国時代に斎藤道三が本格的に城を整備し、1567年（永禄10年）に織田信長がそれを奪取して小牧山城の後の本拠地、天下統一を開始する場所として拡張整備し、山中にも砦が置かれて山全体が岐阜城の縄張りとなり、西麓の槻谷（けやきだに）には城主の館が置かれたが、1601年（慶長6年）に徳川家康によって廃城とされ、江戸時代は尾張藩の「御留山」として山に入ることが禁じられた。
現在では岐阜市のシンボル的存在で、市内・市外の広域から見えるランドマークとなっている。また、市民の憩いの場となっており、山上・山腹からの夜景が美しいことからデートスポットとして県外から訪れる客も多い。山頂付近には岐阜城の復興天守、隅櫓を模した岐阜城資料館のほか、岐阜城の曲輪を利用した金華山リス村、売店や展望レストランなどがあり、山頂へは金華山ロープウェーが通じる。西側山麓には織田信長公居館跡も残る岐阜公園、岐阜県歴史資料館、岐阜市歴史博物館、名和昆虫博物館などの文化施設や、伊奈波神社、岐阜護國神社、善光寺安乗院などの神社・寺院がある。南に連なる瑞龍寺山（水道山）には金華山ドライブウェイも走り、南端には瑞龍寺がある。
なお、2011年（平成23年）2月7日に金華山国有林を中心とする2,091,602.74 m2が、文化財保護法（昭和25年法律第214号）第109条第1項の規定に基づき「岐阜城跡」として国の史跡に指定されている。 

## 名称
古くは稲葉山（因幡山・伊奈波山）と呼ばれており、当山中腹の椿原（現在の丸山）の地に鎮座していた伊奈波（因幡）神社に由来する。伊奈波神社の主神である五十瓊敷入彦命が稲葉国（因幡国）にあって、後にこの地に来たこと、また、祭神の彦多都彦命（主神の外祖父）が稲葉国造であったことによるという（『稲葉郡志』）。他に神代の頃、皇孫・天津彦彦火瓊瓊杵尊が天下るとき、稲穂をもって雲露を払い、この稲穂が美濃国に飛び来たって稲葉山になったともある（『尾濃葉栗見聞集』）。
「金華山」については仁明天皇の頃、在原行平が陸奥から金花石を引かせこの地に来たが、その石を残して上洛し、のちにこの石を金（こがね）大明神と号したという記述が『美濃国諸旧記』にあり、行平がこの石を山に運び来て以来、金華山という名が生まれたという。
金華山には他にも、破鏡山、一石山の別名がある。1359年（延文4年）9月に卜部兼前によって書かれた『美濃國第三宮因幡社本縁起事』によれば、五十瓊敷入彦命が奥州より金石を持ち帰るとき、同形の石が8個あったのを、亡き母の日葉酢媛命（伊奈波神社の祭神）による「真の金石は鏡を破る」というお告げによってこれを見分けることができ、持ち帰った金石を厚見県椿原（現在の丸山）に置いたら一夜にして36丈の山となったことが名前の由来という。
『尾濃葉栗見聞集』には「当山の四方をめぐり一見せしに闕欠したる所曽てなし、往古より今に至て唯一石の如くなれば一石山といふ」「当山の北麓は長良川に岩根を洗ふ、巌丈高く立のぼって鏡を立たるが如し、昔より今に至りて荒波の寄ては帰り、帰りては又打ち寄せて山の端をみがける故に破鏡山といへるならん」 とある。
また『稲葉郡志』によれば、昔、方県郡雄総村（今の岐阜市）に一人の放蕩者がおり、奥州金華山で改心し、小石1個を持ち帰って許しを乞うたが、父親はこの石は金華山の石にあらず、偽りを言って自分を欺くのか、と言って小石を力任せに投げたところ、岐阜に飛び一夜にして山となったので一石山と称したという。

## 標高
2014年（平成26年）3月現在、金華山の標高は329m（328.77m）とされているが、第二次世界大戦終戦直後までは338m（338.5m）とされていた。岐阜城天守の東側に設置されている方向標には「海抜高三三八米」と刻まれている。現在は標高の基準点となる二等三角点「金花山」が旧岐阜地方気象台金華山分室構内にあるのに対し、かつては三角点が山頂の岐阜城付近にあったことによる。なお、岐阜城天守前には帝室林野局が設置した「宮三角点（宮三角點）」（標高335.78m）があるほか、金華山全体では七曲峠（同145.3m）、東坂（同166.7m）、鏡岩（同51.6m）の計4か所に存在する。

## 地質、造山メカニズム
ほぼ全山が美濃帯堆積岩類のチャートで構成されており、チャートに含まれる放散虫の化石から古生代ペルム紀後期から中生代三畳紀中期（約2億6000万～2億3000万年前）に堆積したとされる。チャートの主成分は石英（水晶）と同じ二酸化ケイ素で、非常に固いことからあまり侵食されず、相対的に軟らかく浸食されやすい周囲が削り取られ、長良川によって深く抉られたことにより、周囲の平野部からそびえ立つ山となって残ったものと考えられている。

## 自然

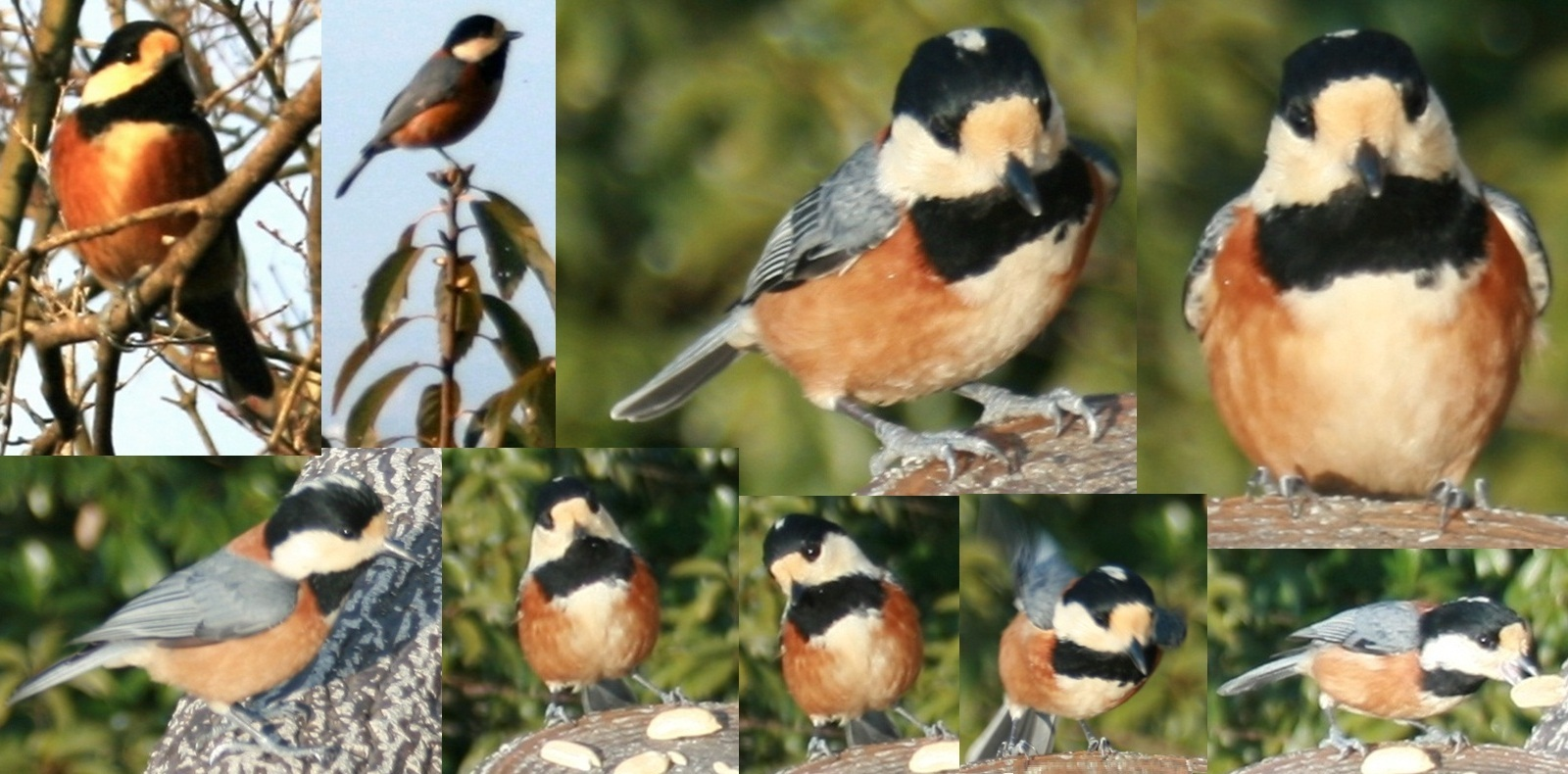
金華山に生息するヤマガラ

山全体は、ツブラジイ・アラカシを主とした照葉樹で覆われており、照葉樹林の最終的な姿と言われている極相林となっている。金華山の山名は、ツブラジイの花が咲くと山全体が黄色く見え、金色に輝いて見えることに由来する。岐阜城が使われていた時代は、古図などから元々は松の山であったようであるが、徐々にシイの木にとって代わっていったようである。
人口40万人を越える都市の中心市街地に接しながらこのような森林が残ったのは、江戸時代から「天領・御留山」として入山や伐採が厳しく止められていたためである。それ以降も、明治から第二次世界大戦までは御料林として、第二次世界大戦後は国有林・鳥獣保護区（金華山特別保護地区）として保護されている。
この国有林と指定された区域は、岐阜城の城域に符合し、国史跡岐阜城となっている。
登山道ではヤマガラなどの鳥類や、タイワンリスをみかけることもある。最近の調査では金華山にはイノシシが暮らしている痕跡が見つかっている。
クロヒナスゲ（学名：Carex gifuensis Franch.、カレックス・ギフェンシス）、ムカシヤンマ（旧名：ギフヤマトンボ（岐阜山蜻蛉））などは金華山で発見された種である。

## 歴史
金華山山麓には50数基の古墳があった（上加納山周辺が多い）。ただし大部分は残っていない。また金華山山頂部分にも古代遺跡があったようで、岐阜城が再建された際、須恵器の破片が見つかっている。

### 年表
- 1201年（建仁元年） - 二階堂行政が稲葉山に館、後に砦を設ける。
  - 続いて行政の娘婿・佐藤朝光、その子伊賀光宗、光宗の弟・稲葉光資（稲葉氏・美濃安藤氏）が砦主となり支配したが、二階堂氏最後の館主・二階堂行藤の死後、廃城となる。
- 15世紀中頃 - 斎藤利永が遺構を利用して城を築き、以後斎藤氏の居城となる。
- 1567年（永禄10年） - 織田信長の居城となり稲葉山城から岐阜城と改称。天下統一の拠点として、山上には天守、山麓には壮麗な御殿（天主）が建設され、城下町には楽市・楽座が設けられて繁栄した。
- 1575年（天正3年） - 信長は新たに建設された安土城に移り、岐阜城は嫡男織田信忠に受け継がれた。
- 1601年（慶長6年） - 徳川家康により岐阜城は廃城とされる。岐阜町及び金華山は徳川蔵入地（東照宮御料所、幕府直轄領）となる。
- 1619年（元和5年） - 岐阜町及び金華山が尾張藩領となる。以後、金華山は尾張藩の「御留山」として一般の立ち入りが禁止される。
- 1869年（明治2年） - 版籍奉還により尾張藩の藩有林から官林となる。
- 1888年（明治21年）11月1日 - 山麓に丸山公園が開設[18]。
- 1889年（明治22年） - 御料林となる（金華山御料林として宮内省御料局が管轄。のち帝室林野管理局、帝室林野局が管轄）
- 1893年（明治26年）8月11日 - 丸山公園が岐阜市に移管されて岐阜公園と改称[18]。
- 1910年（明治43年）
  - 5月15日 - 岐阜保勝会により山頂に初代復興天守が建設される。
  - 11月23日 - 山麓に「金華鉱泉」が開業。
- 1912年（大正元年）11月11日 - 金華山登山鉄道に対し、電気鋼索鉄道（ケーブルカー）建設のための鉄道免許下付[19]（1914年（大正3年）9月9日 免許失効[20]）
- 1928年（昭和3年）1月21日 - 金華山鋼索鉄道に対し、電気鋼索鉄道（ケーブルカー）建設のための鉄道免許状下付[21]（1930年（昭和5年）9月2日 免許失効[22]）
- 1934年（昭和9年）12月4日 -  風致地区として都市計画決定される[23]。
- 1943年（昭和18年）
  - 1月1日 - 岐阜測候所（後の岐阜地方気象台）が岐阜城を使用して山頂気象観測を開始[24]。
  - 2月17日 - 初代復興天守が失火により焼失する[24]。
- 1944年（昭和19年） - 権現山に防空監視哨が設けられる（民間人の立入は規制）。
- 1947年（昭和22年） - 国有林に編入される。鶯谷トンネル開通。
- 1953年（昭和28年） - 鳥獣保護区（金華山鳥獣保護区）に指定される。
- 1955年（昭和30年）4月14日 - 金華山ロープウェー開業
- 1956年（昭和31年）7月25日 - 山頂に鉄筋コンクリート造りの復興天守が再建。
- 1957年（昭和32年）2月12日 - 岐阜城の本丸跡、二の丸跡、上格子門跡、馬場跡、千畳敷跡、御手洗池、井戸跡等が岐阜市の史跡に指定される[25]。
- 1958年（昭和33年）4月1日 - 水道山山上に岐阜プラネタリウム開設。
- 1959年（昭和34年） 水道山にロマンスリフトが開業。
- 1963年（昭和38年）3月12日 - 金華山ドライブウェイ開通。
- 1968年（昭和43年）7月1日 - 金華山特別保護地区（岐阜県指定）に指定される。
- 1972年（昭和47年）12月21日 - 新鶯谷トンネル開通[26]。
- 1984年（昭和59年）11月 - 岐阜プラネタリウム閉館。
- 1986年（昭和61年）2月12日 - 保安林（土砂流出防備林、保健林）に指定される。
- 1987年（昭和62年）4月1日 - 金華山トンネル開通。
- 2002年（平成14年）3月29日 - 金華山の岩盤をくり抜いて建設した鏡岩配水池が完成[27]。
- 2004年（平成16年）5月18日 - 都市計画法の改正に伴い「金華山・長良川風致地区」として第1種風致地区に指定される[23]。
- 2011年（平成23年）2月7日 - 金華山国有林を中心とする2,091,602.74 m2が「岐阜城跡」として国の史跡に指定される[5]。
- 2014年（平成26年）3月18日 - 重要文化的景観「長良川中流域における岐阜の文化的景観」の重要な構成要素に金華山が指定される[28]。

## 金華鉱泉
1910年（明治43年）に岐阜城復興天守が落成された際、金華山山頂の旧軍用井戸を浚渫したところ、鉱泉（冷泉）が発見された。これを利用して同年11月23日、金華山の北側山麓（現在の岐阜護国神社の社地）に「金華鉱泉」が開業して温泉街ができた。「金華鉱泉」温浴場の広告によれば、成分分析は岐阜県立病院、名古屋好生館化学研究部、愛知県立病院薬剤部、内務省大阪衛生試験所で行われ、成分は鉄分、炭酸、石灰等を含む含鉄炭酸泉とされる。ただこれも一時的なもので、間もなく源泉が枯渇し、1918年（大正7年）には閉鎖となった。

## 登山道

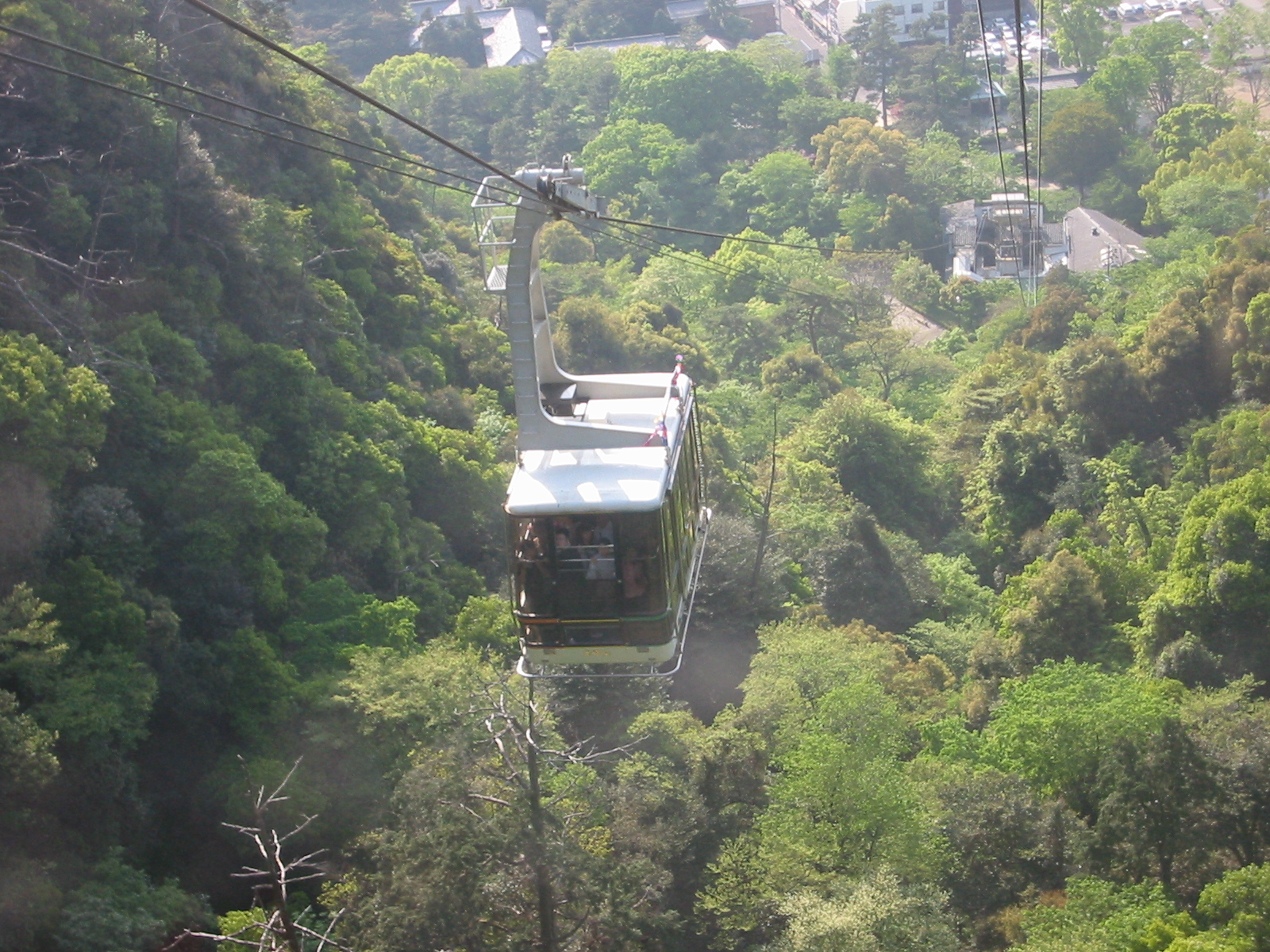
金華山ロープウェー

各方面から山頂へ向かう多くの登山道が整備されている。岐阜城当時の登山道を一部ルートを変更、整備されたもので、途中砦跡や石垣などの遺構を見ることができる登山道もある。主要な登山道は岐阜市道の一部である。
金華山ロープウェーを利用することもできる。
七曲り登山道
市道金華山登山本線（金華山登山道）、市道七曲支線（金華山登山道）
岐阜城への登城道（大手道）で、ロープウェー開通まで最も多く利用された登山道。比較的傾斜もゆるく、よく整備されていて道幅も比較的広い。初心者でも安心して登れる。名前は「七曲り」だが実際は13曲りぐらいある。石段から外れて、昔の旧登山道も所々に残る。途中岩戸方面に出られる斎藤道三が切り開いた切通しがある。また砦跡や岩盤を削って道を切り開いた所も確認出来る。
瞑想の小径（こみち）
市道水ノ手支線（金華山登山道）
所々急斜面や、道沿いに崖もあるが、難所には看板や橋等もあり、比較的よく整備されている。小さな沢を横切ったり、長良川や岐阜市内の眺めもいたるところで楽しめる。頂上付近に鼻高登山道への分岐点がある。この分岐地点に岐阜城の裏門の石垣が発見された。いくつかの沢を横切ることから「水手道」ともいわれる。岐阜城の搦手の一部。
馬の背登山道
市道水ノ手支線（金華山登山道）
山頂までの最短コース。初心者向きではない急斜面の箇所がある。山頂と瞑想の小径との分岐点にある馬の背登山道のスタート地点の看板には「お年寄りや幼児には無理です。」と記されている。山頂近くに石垣が残る。
百曲り登山道
市道百曲支線（金華山登山道）
禅林寺の石段の南に登山道入口があり、ロープウェー頂上駅付近にたどり着く登山道。馬の背に次いで短いコース。こちらも初心者には厳しい。
東坂登山道
岩戸公園からのコース。途中大参道、唐釜コースへと分岐する。
鼻高登山道
県道287号線沿いの長良川左岸から登るコース。健脚者向け。山頂付近で瞑想の小径とつながる。岐阜城の搦手の一部。
達目（だちぼく）登山道
東坂登山道から分岐して日野へ降りる。
大釜登山道
達目洞から北上し、鼻高方面へ向かうコース。
大参道登山道
なだらかな平地。森のトンネルをくぐっているような感じのコース。
唐釜登山道
七曲り登山道と東坂登山道を結ぶ。なだらかで所々道が細いコース。
その他の踏み跡も存在していたが、ロープや杭で道が塞がれ通行禁止となっている。

## その他の施設
金華山は遠方まで見通しの利く位置に立地するため、山上部には防災や治安維持、放送等、さまざまな目的の無線中継所や鉄塔などの公益施設が建てられている。岐阜城「上台所」にある旧岐阜地方気象台金華山分室には警察庁無線中継所、その西側の「井戸跡」に岐阜放送無線中継所、岐阜城の北北東には国土交通省金華山無線電話中継局が設置されている。
岐阜城天守南西側の上加納山に、地上デジタルテレビ放送（GBS岐阜放送）・FM放送用電波塔である上加納山タワーとNHK岐阜放送局上加納放送所が設置されている。なお、これ以外の局の受信については瀬戸デジタルタワーの電波を受信する。このほかにMCA無線事業者である移動無線センターが相場山（上加納山）に岐阜中継局を設置している。
金華山内部には、岐阜市上下水道事業部によって市内上水道設備として造られた日本初の大規模地下空洞式配水池（鏡岩配水池）もある。

## 地理

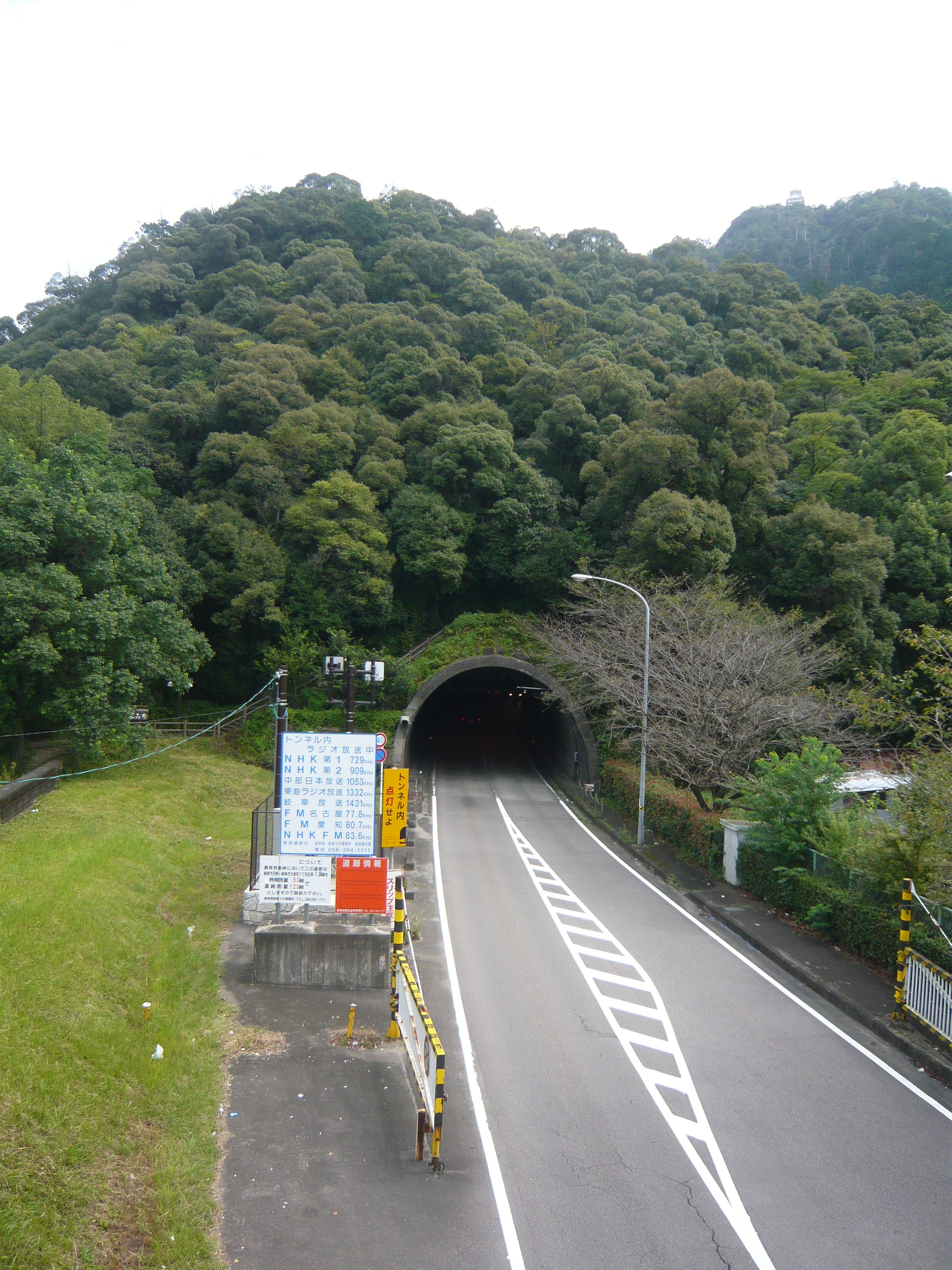
金華山トンネル

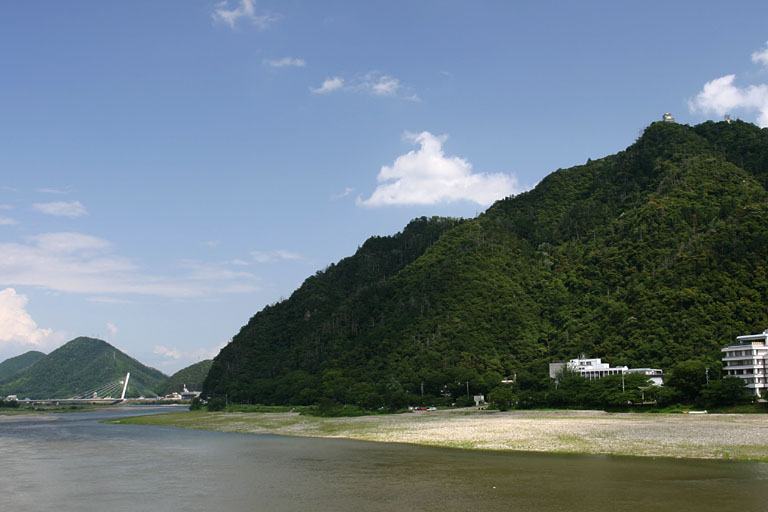
金華山と長良川と鵜飼大橋（写真左下）

金華山は南部にある稲荷山（標高136m）、権現山（標高157.7m）、相場山（上加納山、標高197.2m）、岩戸山（標高182.18m）、瑞龍寺山（通称：水道山、標高156m）、南東部にある鷹巣山（標高232m）、洞山（標高205.47m）、野一色権現山（標高190m）、北東部にある西山（標高176.05m）が連なっている。なお、金華山ドライブウェイがあるのは稲荷山、権現山、水道山、岩戸山にかけての部分である。また、金華山には長良川に程近い北西部に金華山トンネル、南西部の水道山部分に鶯谷トンネル、南部に岩戸トンネル、東部に井ノ口トンネルが通っている。
金華山の山域は、山頂の字天主閣を中心として立洞・槻谷・千畳敷・千畳敷下・赤ヶ洞・丸山・米廩谷・水風呂谷・鼻高洞・赤池洞・釜石洞・大落洞・杉ヶ洞・明神洞・北釜ヶ洞・南釜ヶ洞・北唐戸洞・南唐戸洞・藤右衛門東洞・藤右衛門南洞・藤右衛門北洞・稲荷山・鷹巣裡水谷口・達目蔭之山（以上は国指定史跡岐阜城跡）・伊奈波山北洞・伊奈波山東洞・伊奈波山西洞・駿河山・鶯谷などに跨っている。

### 周辺の山
長良川左岸の岐阜市の市街地にあり、対岸には岐阜市の最高峰の百々ヶ峰がある。山頂から西に伊吹山を望むことができる。
| 山容 | 名称     | 標高 （m） | 三角点等級 基準点名 | 金華山からの 方角と距離（km） | 備考              |
| ---- | -------- | ---------- | ------------------- | ----------------------------- | ----------------- |
|      | 池田山   | 923.72     | 二等 「池田山」     | 西 24.0                       |                   |
|      | 百々ヶ峰 | 417.86     | 三等 「百々峰」     | 北北東 3.7                    | 岐阜市の最高峰    |
|      | 金華山   | 328.77     | 二等 「金花山」     | 0                             | 岐阜城            |
|      | 伊木山   | 172.98     | 三等 「伊木山」     | 東南東 13.9                   | 伊木山城 伊木の森 |
|      | 伊吹山   | 1,377.33   | 一等 「伊吹山」     | 西 34.1                       | 日本百名山        |

### 源流の河川
金華山を源とする以下の河川は、木曽川水系の支流で伊勢湾へ流れる。
- 長良川の支流（達目洞の逆川[44]。地形図で河川名は表記されていない）
- 境川、荒田川（木曽川の支流）

また、金華山には大雨が降った時にのみ現れる幾つかの滝が存在する。
- 松韻（しょういん）の滝：落差25ｍ
- 凌雲（りょううん）の滝：落差22m
- 古井（ふるい）の滝：落差15m[46]
- 松籟（しょうらい）の滝：落差25m[47]